# 寒川総合図書館
寒川総合図書館（さむかわそうごうとしょかん）は神奈川県高座郡寒川町にある図書館。2017年に子供の読書活動に関する優秀実践図書館として「文部科学大臣賞」を受賞した。

## 概要
寒川総合図書館は、神奈川県高座郡寒川町にある図書館である。1階から3階までが図書館となっており、4階は文書館が設置されている。近代的な外観が特徴で、資料はICタグにより管理されている。書籍や新聞、雑誌の他、CDやDVDも閲覧・視聴、貸出ができる。
2017年より指定管理者制度が導入され、指定管理者として株式会社図書館流通センター（TRC）と相鉄企業株式会社が選定された。
また2017年には、子供の読書活動に関する優秀実践図書館として「文部科学大臣賞」を受賞している。この他に、同年には図書館のキャラクターである『本棚のだ～なくん』が、11月に開催された第19回図書館総合展における「図書館キャラクター・グランプリ2017」の出店企業賞で「丸善雄松堂賞」を受賞し、会場応援賞で第6位に入賞している。

## 沿革
- 2003年（平成15年）
  - 3月 - （仮称）寒川総合図書館基本計画策定
- 2006年（平成18年）
  - 3月 - 寒川総合図書館条例を制定。
  - 11月3日 - 開館。
- 2009年（平成21年）
  - 10月31日 - 来館者数が延べ100万人を超える[3]。
- 2017年（平成29年）
  - 4月1日 - 指定管理者制度を導入。
  - 4月23日 - 子供の読書活動に関する優秀実践図書館として「文部科学大臣賞」を受賞。
  - 9月1日 - 無料Wi-Fiを導入[4]。
  - 12月6日 - 第19回図書館総合展における「図書館キャラクター・グランプリ2017」の出店企業賞で「丸善雄松堂賞」を受賞。
  - 12月14日 - 第19回図書館総合展における「図書館キャラクター・グランプリ2017」の会場応援賞で第6位に入賞。
- 2018年（平成30年）
  - 8月14日 - 貸出冊数が500万冊を超える[5]。

## 施設
一般図書は1階と2階の両階に配置されている。新聞、雑誌、児童書、新書、文庫は1階に、参考図書や視聴覚資料（CD、DVD）は2階にある。2階にはパソコンが設置されており、誰でも無料でインターネットを利用でき、CDとDVDの視聴ができる。3階には自習室が設置され、飲食スペースやテラスを利用できる。閲覧席にはパソコンや電子辞書等が充電できるコンセントが設置されている他、2階と、3階の自習室では無料Wi-Fiが利用できる。
開館時間
- 平日：9時00分から19時00分
- 土日祝：9時00分から17時00分

休館日
- 月曜日、年末年始（12月29日から1月3日）、特別整理期間

貸出期間
- 図書・雑誌・紙芝居：2週間（10冊まで）
- CD・DVD：1週間（2点まで）

駐車場
- 寒川町役場側に臨時駐車場が設置されている。

## アクセス
最寄駅
- JR相模線：寒川駅

最寄バス停
- 神奈川中央交通、相鉄バス、寒川町コミュニティバス：「図書館・文書館前」

## 関連施設
- 寒川文書館